# Woo Sang-hyeok
Woo Sang-hyeok, född 23 april 1996, är en sydkoreansk friidrottare som tävlar i höjdhopp.

## Karriär
Vid OS i Tokyo 2021 placerade sig Woo på en fjärdeplats i höjdhoppsfinalen. I juli 2022 vid VM i Eugene tog han hem silvret. Vid inomhus-VM samma år tog han guld i höjdhopp och vid samma mästerskap 2024 tog han brons.